# ルイ・アルマン1世 (コンティ公)
ルイ・アルマン1世・ド・ブルボン＝コンティ （フランス語: Louis Armand Ier de Bourbon-Conti, prince de La Roche-sur-Yon, 2e prince de Conti、1661年4月4日 - 1685年11月9日）は、フランスの貴族。第2代コンティ公。

## 生涯
初代コンティ公アルマンと妻アンヌ・マリー・マルティノッジの長男として、パリで生まれた。1680年、マリー・アンヌ・ド・ブルボン（ルイ14世と愛妾ルイーズ・ド・ラ・ヴァリエールの子）と結婚した。妻とは不仲で子供はなかった。
ルイ・アルマンは1683年にフランドルで軍人として目覚ましい活躍を見せ、王になりたいという自身の望みからハンガリーへ生き、第二次ウィーン包囲への反攻でオスマン帝国軍を打ち破るのに荷担した。1685年、妻マリー・アンヌから天然痘が感染して急死した。公位は弟フランソワ・ルイが継承した。